# Mini dom
Mini dom – trzeci album polskiego muzyka Korteza, wydany 21 września 2018 przez Jazzboy.
Nagrania dotarły do 1. miejsca polskiej listy przebojów – OLiS. Pochodząca z płyty kompozycja „Stare drzewa” otrzymała nominację do Fryderyka 2019.

## Lista utworów
1. „Hej Wy”
2. „Mój dom”
3. „Dlaczego z Tobą jestem?”
4. „Czy to już dno?”
5. „Stare drzewa”
6. „Boje się”
7. „Już nie pamiętam”

## Certyfikaty i sprzedaż
| Kraj          | Certyfikat         | Sprzedaż |
| ------------- | ------------------ | -------- |
| Polska (ZPAV) | 3x platynowa płyta | 90 000+  |